# Grotte de la Canaleja
La grotte de la Canaleja est un espace naturel protégé situé dans la commune de Abánades (province de Guadalajara), en Castille-La Manche,.
Cette aire protégée est une Microreserva de Flora (es) et un Site d'importance communautaire (SIC) du réseau Natura 2000 définie par la Convention de Ramsar visant la conservation des types d'habitats et des espèces animales et végétales.

## Description
L'importance de cette zone réside essentiellement dans sa valeur comme refuge pour les chauves-souris, notamment pour les espèces : Myotis myotis, Rhinolophus euryale et Miniopterus schreibersii.
L'environnement protégé de la grotte comprend des zones bien préservées de chênes verts et de chênes faginés, avec des parties de genêts  épineux et de hêtres, accompagnées de landes oro-méditerranéennes endémiques.
La zone est vulnérable au trafic humain excessif, ainsi qu'à son éventuelle utilisation comme décharge d'ordures.

## Zone archéologique
Cette cavité a été occupée de l'Épipaléolithique à l’Âge Moderne. Du mobilier archéologique y a été récupéré : hameçons, poids pour filet de pêche.